# Sodeto
Sodeto ist ein spanisches Dorf in der Gemeinde Alberuela de Tubo der Comarca (Verwaltungseinheit) Monegros in der Provinz Huesca der Region Aragonien.

## Geografie
Sodeto hatte 2011 228 Einwohner. Das Dorf liegt auf 330 m Höhe über dem Meeresspiegel am Fuß des namensgebenden Berges Sodeto. Durch einen Bewässerungskanal wird Wasser herangeführt, das einen intensiven Ackerbau ermöglicht. Daneben wird auf den sehr trockenen Böden Viehzucht betrieben.

## Geschichte
1950 wurde Sodeto als Neugründung des Instituto Nacional de Colonización y de Desarollo Rural, des nach dem Spanischen Bürgerkriegs 1939 gegründeten Nationalinstituts für Kolonisation und ländliche Entwicklung als planmäßige Anlage erbaut. Das erschlossene Neuland war enteignet worden und hatte bis dahin zu den Ländereien des Herzogs von Villahermosa gehört.

## Weihnachtslotterie 2011
Die spanische Weihnachtslotterie 2011 brachte für Sodeto und weitere Dörfer in der Umgebung einen Gesamtgewinn von 120 Millionen €. In Sodeto hatten alle Einwohner bis auf einen mindestens ein Los erworben, auf das jeweils ein Gewinn von 50.000 € entfiel.